# Dallas Tennis Classic 2013
El Dallas Tennis Classic 2013 será un torneo de tenis profesional jugado en canchas duras. Será la segunda edición del torneo que forma parte del circuito ATP Challenger Series 2013. Se llevará a cabo en Dallas, Estados Unidos entre el 11 y el 17 de marzo de 2013.

## Cabezas de serie

### Individuales
| País                       | Jugador          | Rank1 | Preclasificado |
| Bandera de Chipre          | Marcos Baghdatis | 35    | 1              |
| Bandera de Brasil          | Thomaz Bellucci  | 38    | 2              |
| Bandera de Uzbekistán      | Denis Istomin    | 42    | 3              |
| Bandera de Serbia          | Viktor Troicki   | 44    | 4              |
| Bandera de Austria         | Jürgen Melzer    | 48    | 5              |
| Bandera de Bélgica         | David Goffin     | 54    | 6              |
| Bandera de Colombia        | Alejandro Falla  | 59    | 7              |
| Bandera de República Checa | Lukáš Rosol      | 62    | 8              |
| -------------------------- | ---------------- | ----- | -------------- |

- 1 Ranking del 4 de marzo de 2013.

### Otros participantes
Los siguientes jugadores recibieron comodines en el cuadro de individuales principal:
- Robby Ginepri
- Alex Kuznetsov
- Philipp Petzschner
- Bobby Reynolds

Los siguientes jugadores recibieron la entrada del sorteo de clasificación:
- Denis Kudla
- Illya Marchenko
- Olivier Rochus
- Jimmy Wang

## Jugadores participantes en el cuadro de dobles

### Cabezas de serie
| País                      | Jugador                | País                        | Jugador            | Rank1 | Preclasificado |
| Bandera de Austria        | Jürgen Melzer          | Bandera de Alemania         | Philipp Petzschner | 70    | 1              |
| Bandera de Estados Unidos | Eric Butorac           | Bandera del Reino Unido     | Dominic Inglot     | 90    | 2              |
| Bandera de Francia        | Édouard Roger-Vasselin | Bandera de los Países Bajos | Igor Sijsling      | 108   | 3              |
| Bandera de Suecia         | Johan Brunström        | Bandera de Sudáfrica        | Raven Klaasen      | 108   | 4              |
| ------------------------- | ---------------------- | --------------------------- | ------------------ | ----- | -------------- |

- 1 Ranking del 4 de marzo de 2013.

### Otros participantes
Los siguientes pares recibido comodines en el cuadro principal de dobles:
- Alex Pier /  Michael Russell
- Benjamin Becker /  Mischa Zverev
- Adham El-Effendi /  Darren Walsh

## Campeones

### Individual Masculino
- Jürgen Melzer derrotó en la final a  Denis Kudla, 6–4, 2–6, 6–1

### Dobles Masculino
- Jürgen Melzer /  Philipp Petzschner derrotaron en la final a  Eric Butorac /  Dominic Inglot, 6–3, 6–1